# Штёккер, Адольф
Адольф Штёккер (нем. Adolf Stoecker; 11 декабря 1835[…], Хальберштадт, Саксония-Анхальт — 2 февраля 1909, Грис — Сан-Квирино, Цислейтания) — германский политический деятель и протестантский богослов.

## Биография
Адольф Штёккер родился 11 декабря 1835 года в городе Хальберштадте.
С 1874 по 1890 год Штёккер состоял придворным проповедником в Берлине, и к этому времени относится его антисемитская деятельность. В 1878 году он основал Христианско-социальную партию, программа которой была проникнута антисемитизмом. С трибуны в народных собраниях, a также со священнической кафедры Штёккер энергично выступал против иудаизма и вскоре стал популярен в Германии. 

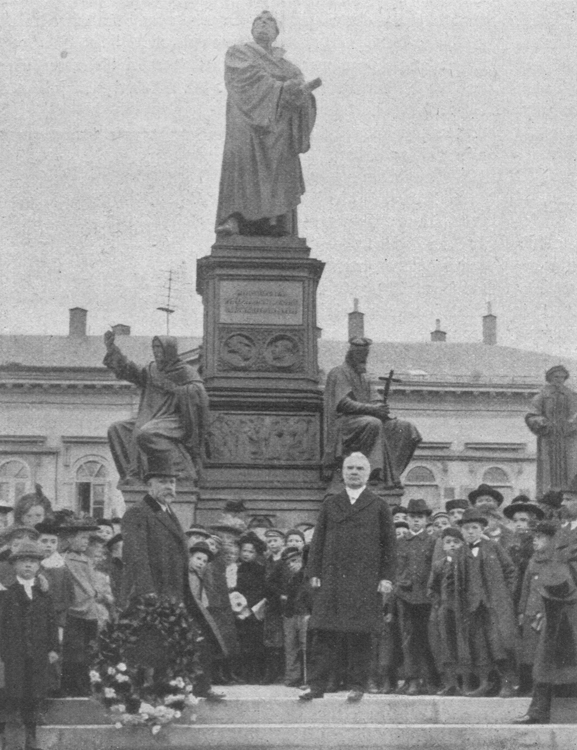
Адольф Штёккер у
Мемориала Лютера (1902)

В 1879 году Адольф Штёккер был избран в прусскую палату, a в 1881 и в рейхстаг. Его проповеди против иудаизма вскоре выродились в речи против евреев. Сам Штёккер, видимо, не желал идти открыто по антисемитскому пути и часто доказывал, что его не следует смешивать с антисемитами, так как он борец лишь за чистоту христианской цивилизации и религии. Рудольф Вирхов однажды с трибуны потребовал y Штёккера объяснения, что разумеет он под антисемитизмом. Штёккер отрицал, что возбуждает религиозный фанатизм, расовую ненависть; по словам Штёккера, он решал «величайшую социально-этическую задачу современности». 
Фактически, однако, речи Штёккера разжигали самые низкие инстинкты. Начав с резко демагогической деятельности и вызвав на свет новое движение, Штёккер сам его испугался и стал идти назад, но был отвергнут собственной же партией и остался одиноким со своим христианско-евангельским антисемитизмом, который он намеревался очистить от примесей уличной юдофобии. 
У Штёккера неоднократно происходили столкновения с императрицей Викторией (1840—1901; жена Фридриха III), относившейся враждебно к антисемитским проповедям придворного проповедника. Штёккер имел в лице императрицы Августы (жена Вильгельма I) энергичную покровительницу, которая однажды, защищая Штёккера, добилась домашнего ареста своей невестки. 
Со вступлением Вильгельма II на престол, когда выяснилось, что он не поддерживает антисемитизм, Штёккер подал в отставку. 
Против Штёккера выступил с большой резкостью профессор Герман Штрак в памфлете «Herr Adolf Stöcker, christliche Liebe und Wahrhaftigkeit». 
Штёккер в течение нескольких лет редактировал «Deutsche Evangelische Kirchenzeitung». 
В 1896 году появилось его сочинение «Gesammelte Werke», где также было много антисемитского материала.
Адольф Штёккер умер 2 февраля 1909 года в Италии.